# Escrime aux Jeux paralympiques d'été de 1992
Navigation
Séoul 1988 Atlanta 1996
La compétition d'escrime des Jeux paralympiques d'été de 1992 se déroulent dans la ville de Barcelone. Quatorze épreuves y sont organisées.

## Résultats

### Podiums masculins
| Épreuves                    | Or                                                                  | Argent                                                                | Bronze                                                                 |
| --------------------------- | ------------------------------------------------------------------- | --------------------------------------------------------------------- | ---------------------------------------------------------------------- |
| Épée individuel cat. 2      | Jean Rosier (FRA)                                                   | Soriano Ceccanti (ITA)                                                | Uwe Bartmann (GER)                                                     |
| Épée individuel cat. 3-4    | Arthur Bellance (FRA)                                               | Wilfried Lipinski (GER)                                               | Christian Lachaud (FRA)                                                |
| Épée par équipes open       | France Arthur Bellance Robert Citerne Christian Lachaud Jean Rosier | Allemagne Uwe Bartmann Dieter Leicht Wilfried Lipinski Udo Schwarz    | Italie Soriano Ceccanti Ernesto Lerre Carlo Loa                        |
| Fleuret individuel cat. 2   | Pál Szekeres (HUN)                                                  | Sze Kit Chan (HKG)                                                    | André Hennaert (FRA)                                                   |
| Fleuret individuel cat. 3-4 | Arthur Bellance (FRA)                                               | Yvon Pacault (FRA)                                                    | Robert Citerne (FRA)                                                   |
| Fleuret par équipes open    | France Arthur Bellance Pascal Durand André Hennaert Yvon Pacault    | Hong Kong Kam Loi Chan Sik Lau Sze Kit Chan Wai Ip Kwong              | Allemagne Wolfgang Kempf Dieter Leicht Maximilian Miller Günter Spiess |
| Sabre individuel cat. 2     | Pascal Durand (FRA)                                                 | Sze Kit Chan (HKG)                                                    | André Hennaert (FRA)                                                   |
| Sabre individuel cat. 3-4   | Wolfgang Kempf (GER)                                                | Christian Lachaud (FRA)                                               | Wilfried Lipinski (GER)                                                |
| Sabre par équipes open      | France Pascal Durand André Hennaert Christian Lachaud Yvon Pacault  | Allemagne Uwe Bartmann Wolfgang Kempf Wilfried Lipinski Günter Spiess | Grande-Bretagne Jack Bradley Kevin Davies Brian Dickinson David Heaton |

### Podiums féminins
| Épreuves                    | Or                                                                       | Argent                                                      | Bronze                                                                      |
| --------------------------- | ------------------------------------------------------------------------ | ----------------------------------------------------------- | --------------------------------------------------------------------------- |
| Épée individuel cat. 2      | Esther Weber (GER)                                                       | Mariella Bertini (ITA)                                      | Gema Victoria Hassen Bey (ESP)                                              |
| Épée individuel cat. 3-4    | Francisca Balazo (ESP)                                                   | Josette Bourgain (FRA)                                      | Laura Presutto (ITA)                                                        |
| Épée par équipes open       | Italie Mariella Bertini Rossana Giarrizzo Laura Presutto Deborah Taffoni | France Josette Bourgain Patricia Picot Véronique Soetemondt | Espagne Francisca Bazalo Gema Victoria Hassen Bey María Cristina Pérez (es) |
| Fleuret individuel cat. 2   | Mariella Bertini (ITA)                                                   | Véronique Soetemondt (FRA)                                  | Esther Weber (GER)                                                          |
| Fleuret individuel cat. 3-4 | Patricia Picot (FRA)                                                     | Josette Bourgain (FRA)                                      | Laura Presutto (ITA)                                                        |

### Tableau des médailles
| Rang  | Nation          | Or | Argent | Bronze | Total |
| ----- | --------------- | -- | ------ | ------ | ----- |
| 1     | France          | 8  | 6      | 4      | 18    |
| 2     | Allemagne       | 2  | 3      | 4      | 9     |
| 3     | Italie          | 2  | 2      | 3      | 7     |
| 4     | Espagne         | 1  | 0      | 2      | 3     |
| 5     | Hongrie         | 1  | 0      | 0      | 1     |
| 6     | Hong Kong       | 0  | 3      | 0      | 3     |
| 7     | Grande-Bretagne | 0  | 0      | 1      | 1     |
| Total | Total           | 14 | 14     | 14     | 42    |